# Winx on Ice
Winx on Ice (pol. Winx na lodzie) -  trzecia trasa koncertowa w formie musicalu, po Winx Power Show (2006) i Winx On Tour (2007), zainspirowana 3 serią serialu animowanego Klub Winx, która odniosła sukces w całej Europie, zwłaszcza wśród dziewcząt w wieku od 4 do 12 lat. Musical został wyprodukowany przez M.A.S., w reżyserii Salvatore Vivinetto.

## Postacie
- Bloom: Giorgia Bombardieri
- Stella: Francesca Mongini
- Flora: Lucina Scarpolini
- Musa: Camilla Pistorello
- Tecna: Ambra Fredella
- Aisha: Jamain Orchydee
- Icy: Silvia Fontana
- Darcy: Angelica Belotti
- Stormy: Claudia Di Costanzo
- Sky: Alberto Carinelli
- Brandon: Marco Togni
- Helia: Christian Zaccaria
- Riven: Davide Fradelloni
- Timmy: Angelo Fiorentini
- Nabu: Matteo Ottaviani
- Carolina: Carolina Kostner

## Lista utworów
1. Winx on Ice
2. Unica
3. Segui il tuo cuore
4. I sogni a modo mio
5. Mambochiwambo
6. Un unico respiro
7. Young girls
8. Ancora una poesia
9. I sogni modo mio
10. Animi nobili
11. Una festa
12. Amiche per la pelle
13. Il grande lieto fine
14. Io ti aspettero
15. Quando avro voglia di sorridere
16. Ricorda che...
17. Winx on Ice (Strumentale)
18. Gardenia (Strumentale)
19. I sogni modo mio (Strumentale)
20. Amiche per la pelle (Strumentale)

## Daty koncertów
| Data                 | Miasto       | Państwo    | Miejsce                              |
| -------------------- | ------------ | ---------- | ------------------------------------ |
| 6-9 listopada 2008   | Mediolan     | Włochy     | Datch forum                          |
| 15-16 listopada 2008 | Genua        | Włochy     | Pala Vaillant                        |
| 22-23 listopada 2008 | Bolonia      | Włochy     | Pala Malaguti                        |
| 29-30 listopada 2008 | Ankona       | Włochy     |                                      |
| 6-7 grudnia 2008     | Bolzano      | Włochy     | Palaonda                             |
| 13-14 grudnia 2008   | Padwa        | Włochy     | Arena Spettacoli Palafiera           |
| 20-21 grudnia 2008   | Neapol       | Włochy     | Palapartenope                        |
| 27-28 grudnia 2008   | Turyn        | Włochy     | Palavela                             |
| 2-6 stycznia 2009    | Rzym         | Włochy     | Palalottomatica                      |
| 14 lipca 2009        | Mediolan     | Włochy     | Bolzano e Padova                     |
| 30 września 2009     | Neapol       | Włochy     | Torino e Roma                        |
| 27 lutego 2010       |              | Szwajcaria | Resega                               |
| 6-7 marca 2010       |              | Portugalia | Pavilhao Atlantico                   |
| 12-14 marca 2010     | Paryż        | Francja    | Palais Omnisport Paris - Bercy       |
| 24-28 marca 2010     | Moskwa       | Rosja      | Megasport Arena                      |
| kwiecień 2010        | Gdańsk-Sopot | Polska     | Ergo Arena // Występ został odwołany |